# Шилько, Густав Дмитриевич
Густав Дмитриевич Шилько (18 мая 1931 — 7 декабря 2000) — педагог, общественный деятель, краевед.

## Детство
Густав Дмитриевич Шилько родился 18 мая 1931 года в селе Богучаны, в семье учительницы Богучанской школа № 1 Клавдии Ильиничны Безруких. Это интеллигентная и творческая семья. Отец Густава Дмитриевича, Дмитрий Макарович Шилько, работал страховым агентом, был ответственным секретарем районной газеты «Ангарский колхозник». Младший брат Густава Дмитриевича — Эдуард Дмитриевич Шилько стал геофизиком, но в 1965 году ступил на журналистскую стезю — работал литературным сотрудником в районной газете «Ангарская правда» и краевой газете «Красноярские профсоюзы». Писал рассказы, стихи, рисовал. У Эдуарда Дмитриевича был талант: он мог экспромтом сочинить стихотворение, написать рассказ и тут же набросать рисунок. Его предки пришли на эту землю более 300 лет назад, и он по праву считал себя закоренелым ангарцем. В 1939 году Густав Дмитриевич пошел в первый класс. Клавдия Ильинична, как талантливый учитель, знавшая цену труду, уважающая семейные традиции, смогла воспитать и в своём сыне, всё доброе. Выпускник Богучанской средней школы № 1 1949 года, Густав Дмитриевич был прекрасным актёром школьного театра. Он был душой школьной волейбольной спортивной команды. Одноклассником и большим другом Г. Д. Шилько был известный писатель Бронислав Бобровский.

## Педагогическая и общественная деятельность
Вся жизнь Г. Д. Шилько неразрывно связана с Богучанской средней школой № 1. Окончив школу Г. Д. Шилько вернулся в 1955 году в село Богучаны уже учителем физики и машиноведения, продолжив педагогические традиции своей матери, Клавдии Ильиничны Безруких.

В 1961 году стал первым директором Богучанской восьмилетней школы. Затем снова вернулся учителем физики в Богучанскую школу № 1. Г. Д. Шилько неоднократно выбирался депутатом районного Совета, был председателем районного комитета по экологии при районной администрации. Густав Дмитриевич очень любил сибирскую природу, душой «болел» за неё. Особенно его волновало загрязнение реки Ангары, эта обеспокоенность хорошо прослеживалась в его статьях в районной газете «Ангарская правда».
«Человек должен знать свои корни. Того, кто хорошо знает свою историю, не повернешь куда хочешь. Не знать историю своего народа, своей семьи, быть растением без корней» Г. Д. Шилько
Безграничен был круг его общения: библиотека, музей, театр, редакция газеты «Ангарская правда». Густав Дмитриевич очень любил книги, о чем свидетельствует огромная библиотека, насчитываемая более двух тысяч книг.
Густав Дмитриевич был актером народного театра, играл в спектаклях, поставленных заслуженным работником культуры, режиссером Сорокиным Ю. И.
В последние годы жизни в Богучанской школе № 1 Г. Д. Шилько преподавал автодело. Он был очень занятым человеком: работа в школе, общественная деятельность, литература, краеведение. Краеведение было его увлечением, его страстью, его внутренней потребностью.
Лучше его никто не знал и не знает историю Богучанского района и историю Богучанской школы № 1. Как общественный деятель, человек с высокой гражданской ответственностью, Густав Дмитриевич был инициатором и организатором создания памятника — обелиска «Память, которой не будет забвенья» на территории Богучанской школы № 1, погибшим выпускникам школы в годы Великой Отечественной войны. Памятник в микрорайоне «Восточный» был построен в 1987 году местными жителями. Холм, на котором возвышается памятник, был сооружен из земли, принесенной многими жителями села Богучаны. Хотя бы по горсточки земли, люди отдавали дань уважения тем, кто уже не вернулся на родную землю. Камень-постамент был найден Густавом Дмитриевичем на берегу реки Ангары, цепи и мемориальную доску установили комсомольцы с. Богучаны.

## Литературная деятельность
Как интеллигентный и творческий человек, Г. Д. Шилько много читал. Любил классику и периодические издания. Постоянно писал статьи в газету «Анграская Правда». Писал о Богучанской школе № 1, об известных людях села, об истории Богучанского района.
Первой книгой Густава Дмитриевича Шилько стала книга об истории Богучанской средней школы № 1 в 1999 году «Богучанской средней школе № 1- 60 лет».
Глава первая книги посвящена истории школы, учителям, одноклассникам. Здесь прослеживаются уникальные исторические факты не только по истории школы, но и по истории села Богучаны. Книга посвящается 60-летнему юбилею первого выпуска Богучанской школы № 1. В стенах школы воспитывались многие выдающиеся люди, чьи имена навсегда останутся в ее памяти. Содержание книги отражает насыщенную культурными событиями и высокими достижениями жизнь школы, воспоминания об интересных встречах с творческими и талантливыми людьми. На страницах издания отражена яркая картина исторических и современных событий школы 1990 годов.
Во второй главе книги Густава Дмитриевича собраны и обработаны воспоминания выпускников и учителей школы.
Третья глава посвящена медалистам школы.
Четвертая глава написана об учителях школы.
В пятой главе собраны уникальные фотографии из истории школы.
Эта книга является единственным более достоверным источником по истории Богучанской школы № 1. В ней содержится важная информация о выпускниках и учителях школы — участниках Великой Отечественной войны. Именно в этой книге был найден материал поисковой группой для написания книги памяти Богучанского района.
В течение многих лет увлечением всей жизни Густава Дмитриевича была история Приангарья: его люди, быт, нравы, обычаи. В течение многих лет он усердно, терпеливо вел эти исследования. Он всматривался в тонкие, казалось бы, мелочи: различные прошения, жалобы, юридические акты, хозяйственные отчеты. Много работал в архивах Москвы и Красноярска, в Богучанском районном архиве.
Итогом его исследовательской работы по истории Богучанского района стала книга очерков «Малая родина», которая была напечатана в типографии газеты «Ангарская правда» в Богучанах в 2000 году.
Книга написана в двух частях. Первая часть книги содержит краткую характеристику района, историю заселения Приангарья, жизнь и быт ангарцев, период перед революцией 1917 года.
Во второй части Густав Дмитриевич описывает историю района и села периода до 1941 года, военные годы 1941-1945 гг., первые годы послевоенного периода. Последний раздел второй части книги содержит уникальные описания судеб политических ссыльных.
Книга Густава Дмитриевича Шилько «Малая родина» является единственным литературным изданием по краеведению, именно по истории Богучанского района. Это огромный вклад Густава Дмитриевича в сохранение истории и культурных традиций села и района. Именно этой книгой он оставил свой «след» на земле.

Сегодня школьники и студенты изучают историю Богучанского района по этим книгам. Память, культура, история, красота души человеческой — вот главная мысль книги «Малая родина» Г. Д. Шилько.
«… Забывая прошлое, человек не имеет будущего» Г. Д. Шилько.

## Библиографический список
1. Г. Шилько. Малая Родина. Часть I. Очерки по истории Богучанского района — Богучаны,2000.- 79с.
2. Г. Шилько. Малая Родина. Часть II. Очерки по истории Богучанского района-Богучаны,2000.- 67с.
3. Г. Шилько. Богучанской средней школе № 1-60 лет!(1939-1999 гг.). История школы,1999.-125с.
4. Газета Ангарская правда от 26.05.2007 г. «В память о земляке»
5. Ресурсы интернета: http://www.krskstate.ru/nasledie/shilko_gd
6. Ресурсы интернета: http://bogbiblio.ru/jirbis2/images/2020/virt/Shilko
7. Ресурсы интернета: r/irbilitkarta.kraslib.ru
8. Ресурсы интернета: ru.wikipedia.org
9. С. Кучина // Ангарская правда: общественно-политическая газета Богучанского района. — 2007. — 9 июня № 90/92.